# Psalm 42

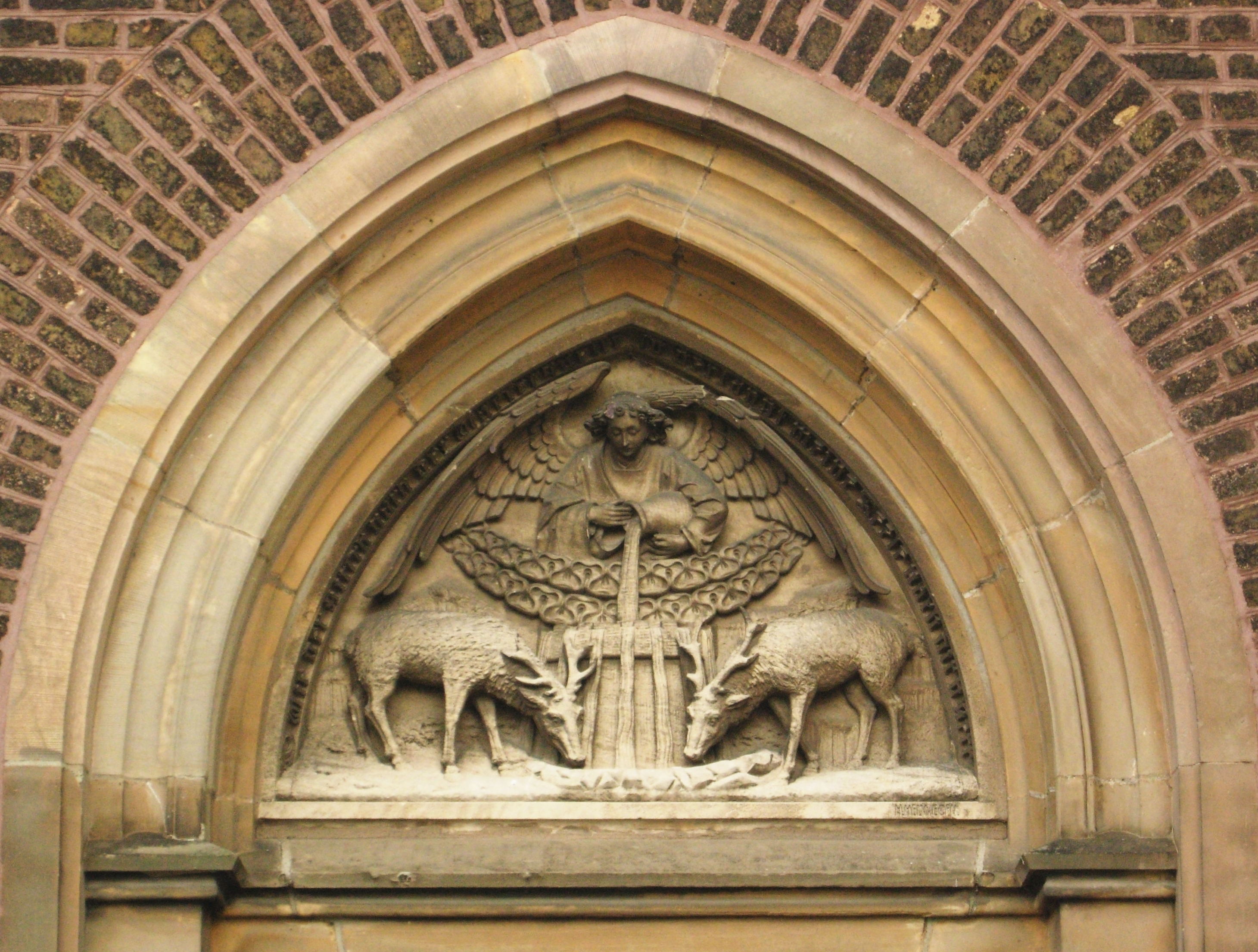
Tympanon, St. Thomas (Urfeld), Urfeld (Wesseling): „Wie der Hirsch nach der Wasserquelle, so verlangt meine Seele nach dir, o Gott.“

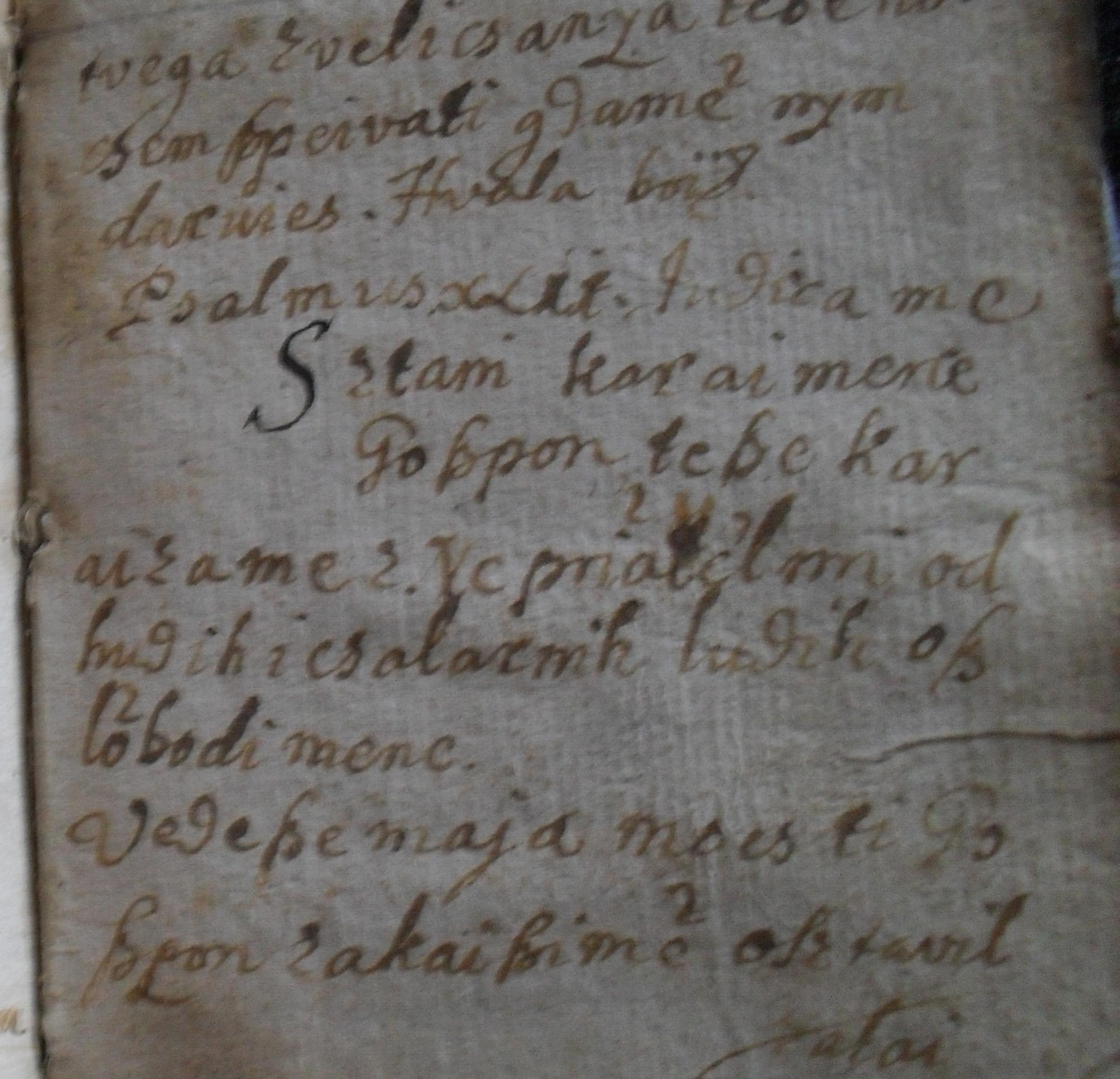
Psalm 42 in prekmurischer Sprache

Der 42. Psalm ist ein Psalm der „Söhne Korach“. Er findet seine direkte Fortsetzung im 43. Psalm. Der Psalm steht am Beginn des 2. Buchs des Psalters. In der Septuaginta wird er als 41. Psalm gezählt.

## Einordnung
Nach 2 Chr 20,19  sind die Söhne Korach, denen der Psalm im 1. Vers zugeschrieben wird, ein Geschlecht von Tempelsängern. Der Psalm hat wohl ursprünglich zusammen mit Psalm 43 ein zusammenhängendes Lied gebildet, wie sich am durchgehenden Kehrvers erahnen lässt.
Dieser Kehrvers erscheint in Vers 6 zum ersten Mal und wiederholt sich in Vers 12 und Ps. 43,5:

„Was betrübst du dich, meine Seele, und bist so unruhig in mir? Harre auf Gott; denn ich werde ihm noch danken, dass er mir hilft mit seinem Angesicht.“

## Thema
Der Sänger des Psalms ist ein Mensch, der sich in einer Notsituation befindet und sich nach Gott sehnt, aber dem Spott anderer Menschen darüber ausgesetzt ist. Er erinnert sich an den Gang zum Tempel nach Jerusalem und bedauert, dass ihm diese Wallfahrt jetzt nicht möglich ist. Trotz seines Leids bleibt der Sänger aber der Überzeugung, dass Gott ihm helfen wird.

## Wirkungsgeschichte
Ausgehend von Psalm 42,2  – „Wie der Hirsch schreit nach frischem Wasser, so schreit meine Seele, Gott, zu dir.“ – wurde das Motiv des Hirschs in der christlichen Ikonographie bedeutsam. Durch Gleichsetzung des „frischen Wassers“ mit der Taufe wurde der Hirsch zum Symbol der nach dem Heil suchenden  Seele, weshalb auch häufig auf Taufbecken und in Taufkapellen Hirsche dargestellt sind.

### Literarische Umsetzung
Der 42. Psalm fand in der geistlichen Poesie des 16. Jahrhunderts ein vielfältiges literarisches Echo. Bearbeitungen schufen u. a. Eobanus Hessus (1537) mit Quemadmodum desiderat (Latein), Hans Gamersfelder Wie der hirsch schreyet nach dem bach (1542), Burchard Waldis Gleich wie der hirsch zum Wasser bgert (1553), Johann Fischart Gleich wie ein Hirz nach Wassern schreit (1576), Johannes Geletzky Gleich wie der Hirsch zum Wasser eilt (1566), Caspar Ulenberg Wie ein hirsch girlich schreien thut (1582), Philipp von Winnenberg (1538–1600) Wie der Hirsch der da durstig ist (1582), Philipp Nicolai So wünsch ich nun eine gute Nacht (1599).

### Psalmlieder und musikalische Umsetzung
- Psalm 42 und 43 fanden eine musikalische Umsetzung im Kirchenlied Wie der Hirsch lechzt nach frischem Wasser von Dieter Trautwein.
- Das Lied Harre, meine Seele von Friedrich Räder ist vom Kehrvers des Psalms inspiriert.
- Wie nach einer Wasserquelle ein Hirsch schreiet mit Begier von Ambrosius Lobwasser
- So wünsch ich nun ein’ gute Nacht von Philipp Nicolai
- Wie der Hirsch in großen Dürsten schreiet von Paul Gerhard
- Bist du, Seele, noch betrübt? von Benjamin Schmolck (über Vers 12)
- Felix Mendelssohn Bartholdy schuf 1837 seine Kantate Der 42. Psalm „Wie der Hirsch schreit“.
- Sicut cervus von Giovanni Pierluigi da Palestrina